# Josef Hegen
Josef Hegen (* 23. April 1907 in Hunschgrün, Böhmen, Österreich-Ungarn; † 28. Februar 1969 in Ost-Berlin) war ein kommunistischer Politiker zunächst in der ČSR und nach dem Zweiten Weltkrieg in der DDR. Zuletzt war er stellvertretender Außenminister.

## Leben
Hegen, Sohn eines Bergmanns, arbeitete nach dem Besuch der Volksschule in Ziegeleien und im Bergbau. Er schloss sich 1921 einem sozialistischen Jugendverband und 1924 der KPČ an. Zwischen 1927 und 1929 leistete er Wehrdienst in der tschechoslowakischen Armee. Zwischen 1930 und 1935 war er für den kommunistischen Jugendverband als Instrukteur und Bezirkssekretär in Reichenberg und Mährisch-Schönberg tätig. Im Jahr 1933 wurde er Mitglied des Zentralkomitees. Weil er die Teilnahme an Wehrübungen verweigert hatte, wurde er 1934 zu zwei Wochen Militärgefängnis verurteilt. Von 1935 und 1938 besuchte er die Leninschule in Moskau. Nach seiner Rückkehr wurde er zu sechs Wochen strengem Arrest als internationaler Deserteur verurteilt. Zwischen 1938 und 1939 war er Instrukteur der KPČ in Südmähren. Er gehörte auch dem Flüchtlingskomitee der Region an.
Er emigrierte 1939 in die UdSSR. Dort arbeitete er als Schlosser und Mechaniker. Im Jahr 1942 wurde er für den Partisaneneinsatz vorbereitet. Im März 1943 sprang er mit einem Fallschirm über Polen ab. Zu einem Einsatz als Partisan kam es nicht, da er nur wenige Tage später von der Gestapo verhaftet wurde. Er wurde zunächst in Krakau, in Mährisch-Ostrau und Brünn inhaftiert, ehe er im Oktober 1943 in das KZ Mauthausen eingeliefert wurde.
Nach der Befreiung war Hegen 1945/46 erneut Instrukteur der KPČ in Karlovy Vary. Er leitete auch die Vertreibung und Aussiedlung von Deutschen in die Sowjetische Besatzungszone in seinem Gebiet. Er selbst siedelte dorthin 1946 über und trat in die SED ein. Zwischen 1946 und 1947 war er Instrukteur beziehungsweise Vorsitzender der Partei in Südwestsachsen. Danach war er kurzzeitig Sekretär der SED-Kreisleitung Zwickau.
Von Dezember 1948 bis März 1950 leitete er als Chefinspekteur und Nachfolger von Wilhelm Zaisser die Deutsche Volkspolizei (DVP) im Land Sachsen-Anhalt. Danach war er bis zur Auflösung des Landes Innenminister von Sachsen-Anhalt. Seine Ernennung war Folge einer politischen Säuberung, der auch Innenminister Robert Siewert zum Opfer fiel, dessen Nachfolge er antrat. Gleichzeitig war er Mitglied des Landessekretariats der SED. Von August 1952 bis Juni 1953 war er Vorsitzender des Rates des Bezirkes Magdeburg, Mitglied der SED-Bezirksleitung und seines Sekretariats. Während des Volksaufstandes von 1953 gehörte er dem Operativstab bei der SED-Bezirksleitung an und beanspruchte anfangs auch gegenüber der Bezirksbehörde der DVP die Führung. Ihm und anderen Beteiligten wurde später von Walter Ulbricht Kapitulantentum vorgeworfen, weil er sich gezwungen sah, mit Vertretern von Demonstranten zu verhandeln. Er wurde mit einer Parteistrafe belegt, die aber seine weitere Karriere nicht behinderte.
Von Juli 1953 bis Februar 1957 amtierte er als Staatssekretär, zuständig für innere Angelegenheiten im Ministerium des Innern der DDR. Er gehörte 1954 auch einer Arbeitsgruppe des ZK an, die eine neue Linie gegenüber den Kirchen erarbeiten sollte. Der Gruppe gehörten auch Paul Wandel, Fred Oelßner, Willi Barth und Erich Mielke an. Diese Zusammensetzung macht deutlich, dass die Kirchen primär als Problem der inneren Sicherheit gesehen wurden.

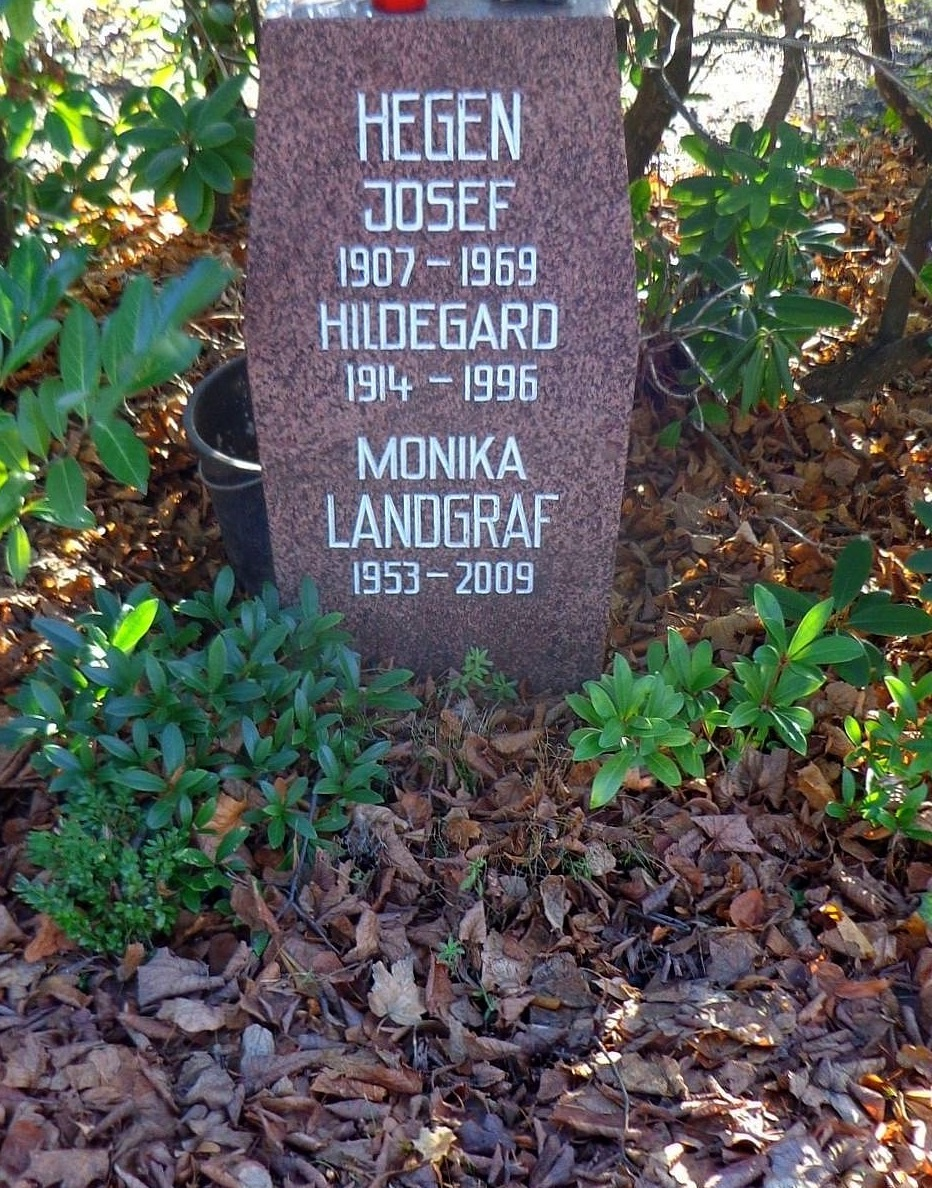
Grabstätte

Danach war er von März 1957 bis Februar 1961 Botschafter in Polen und bis 1964 Botschafter in der Volksrepublik China. Hinsichtlich der Unruhen in Polen 1956 berichtete er im Gegensatz zu seinem Vorgänger Stefan Heymann, der um Verständnis bemüht war, ganz auf der Linie der Interessen der DDR. Dabei erfolgte die Ernennung des als Hardliner geltenden Hegen auf Betreiben von Walter Ulbricht. Im Januar 1964 wurde er stellvertretender Minister für Äußere Angelegenheiten und 1966 erster stellvertretender Minister und Staatssekretär.
1957 wurde ihm der Vaterländische Verdienstorden in Silber und 1967 in Gold verliehen. Seine Urne wurde in der Gräberanlage Pergolenweg des Berliner Zentralfriedhofs Friedrichsfelde beigesetzt.